# Drentse Acht van Westerveld
La Drentse Acht van Westerveld es una carrera ciclista femenina de un día holandesa que se disputa en la Dwingeloo (provincia de Drenthe) y sus alrededores; aunque no tiene fecha fija se encuadra en el mismo programa de competiciones consecutivas disputadas en Drenthe entre un jueves y un domingo, tres femeninas y dos masculinas, sin ningún orden predeterminado de un año a otro.
Se creó en 2007 por la Fundación del Tour de Drenthe (Stichting Ronde van Drenthe) con el nombre de Drentse 8 van Dwingeloo, dentro de la categoría 1.1; pasando en 2012 al nombre de Drentse 8, por el que ha sido conocido habitualmente, y desde 2015 al actual de Drentse Acht van Westerveld.
Habitualmente se ha disputado sobre unos 140 km, (3 vueltas a dicho circuito con final e inicio en Dwingeloo) unos 60 km menos que el Tour de Drenthe masculino cuando es carrera de un día aunque con similares características. El nombre tradicional de Drentse 8 era debido a la visión en mapa del circuito, que resultaba en una figura que recordaba a la de ese número. 

## Palmarés
| Año                                   | Ganador                     | Segundo              | Tercero               |           |
| ------------------------------------- | --------------------------- | -------------------- | --------------------- | --------- |
| Drentse 8 van Dwingeloo               |                             |                      |                       |           |
| 2007                                  | Regina Schleicher           | Rochelle Gilmore     | Giorgia Bronzini      |           |
| 2008                                  | Ina Teutenberg              | Regina Schleicher    | Rochelle Gilmore      |           |
| 2009                                  | Ina Teutenberg              | Regina Schleicher    | Kirsten Wild          |           |
| 2010                                  | Ina Teutenberg              | Emma Johansson       | Annemiek van Vleuten  |           |
| 2011                                  | Marianne Vos                | Shelley Olds         | Emma Johansson        |           |
| Drentse 8                             |                             |                      |                       |           |
| 2012                                  | Chloe Hosking               | Giorgia Bronzini     | Marianne Vos          |           |
| 2013                                  | Marianne Vos                | Giorgia Bronzini     | Emma Johansson        |           |
| Molecaten Drentse 8                   |                             |                      |                       |           |
| 2014                                  | Chantal Blaak               | Lucy Garner          | Lizzie Armitstead     |           |
| Molecaten Drentse Acht van Westerveld |                             |                      |                       |           |
| 2015                                  | Giorgia Bronzini            | Valentina Scandolara | Annemiek van Vleuten  |           |
| Drentse Acht van Westerveld           |                             |                      |                       |           |
| 2016                                  | Leah Kirchmann              | Christine Majerus    | Anouska Helena Koster |           |
| 2017                                  | Chloe Hosking               | Lotte Kopecky        | Amalie Dideriksen     |           |
| 2018                                  | Alexis Ryan                 | Jolien D'Hoore       | Chloe Hosking         |           |
| 2019                                  | Audrey Cordon-Ragot         | Amy Pieters          | Marta Bastianelli     |           |
| 2020                                  | cancelada                   | cancelada            | cancelada             | cancelada |
| 2021                                  | Chantal van den Broek-Blaak | Charlotte Kool       | Eleonora Gasparrini   |           |
| 2022                                  | Christine Majerus           | Alison Jackson       | Floortje Mackaij      |           |
| 2023                                  | cancelada                   | cancelada            | cancelada             | cancelada |
| 2024                                  | Sofie van Rooijen           | Chiara Consonni      | Rachele Barbieri      |           |

## Palmarés por países
| País           | Victorias |
| -------------- | --------- |
| Países Bajos   | 5         |
| Alemania       | 4         |
| Australia      | 2         |
| Italia         | 1         |
| Canadá         | 1         |
| Estados Unidos | 1         |
| Francia        | 1         |
| Luxemburgo     | 1         |